# Graceland (песня)
«Graceland» — песня Пола Саймона с одноимённого альбома (1986).
Песня стала обладателем «Грэмми» в номинации «Запись года» за 1988 год.
В 2004 году журнал Rolling Stone поместил песню «Graceland» в исполнении Пола Саймона на 485 место своего списка «500 величайших песен всех времён». Кроме того, песня «Graceland» в исполнении Пола Саймона входит в составленный Залом славы рок-н-ролла список 500 Songs That Shaped Rock and Roll.

## Чарты
| Чарт (1986—87)                                             | Наив. поз. |
| ---------------------------------------------------------- | ---------- |
| Австралия (Kent Music Report)                              | 62         |
| Бельгия/Фландрия (Ultratop 50)                             | 35         |
| Канада (RPM 100)                                           | 70         |
| Канада (RPM Adult Contemporary)                            | 14         |
| Ирландия (IRMA)                                            | 27         |
| Нидерланды (Single Top 100)                                | 79         |
| Новая Зеландия (Recorded Music NZ)                         | 37         |
| Великобритания (UK Singles Chart, Official Charts Company) | 98         |
| США (Billboard Album Rock Tracks)                          | 38         |
| США (Billboard Hot 100)                                    | 81         |
| США (Cash Box Top 200)                                     | 69         |